# 特拉达斯
特拉德斯，是西班牙加泰罗尼亚赫罗纳省的一个市镇。总面积21平方公里，总人口210人（2001年），人口密度10人/平方公里。